# U-Bahn-Station Lerchenfelder Straße
Lerchenfelder Straße is een spookstation van de metro in de Oostenrijkse hoofdstad Wenen dat werd geopend op 8 oktober 1966. 

## Pre metro
Het Weense tramnet kende in de jaren 50 van de twintigste eeuw een bundeling van tramlijnen over de zogeheten Lastenstraße, een verzamelnaam voor een aantal straten die rond 1860 aan de buitenkant van de Burgring zijn aangelegd om leveranciers van de chique Burgring te weren. De betreffende tramlijnen hadden allemaal een lijnletter beginnend met een twee als toevoeging en de route kreeg dan ook de bijnaam Zweierlinie. Om het wegverkeer meer ruimte te bieden besloot de Stad Wenen om de Zweierlinie in een tunnel te leggen met stations bij kruisende tramlijnen, waaronder de Lerchenfelder Straße. De tunnel werd gebouwd tussen november 1963 en oktober 1966 en de tramdienst door de tunnel werd op 8 oktober 1966 geopend.  

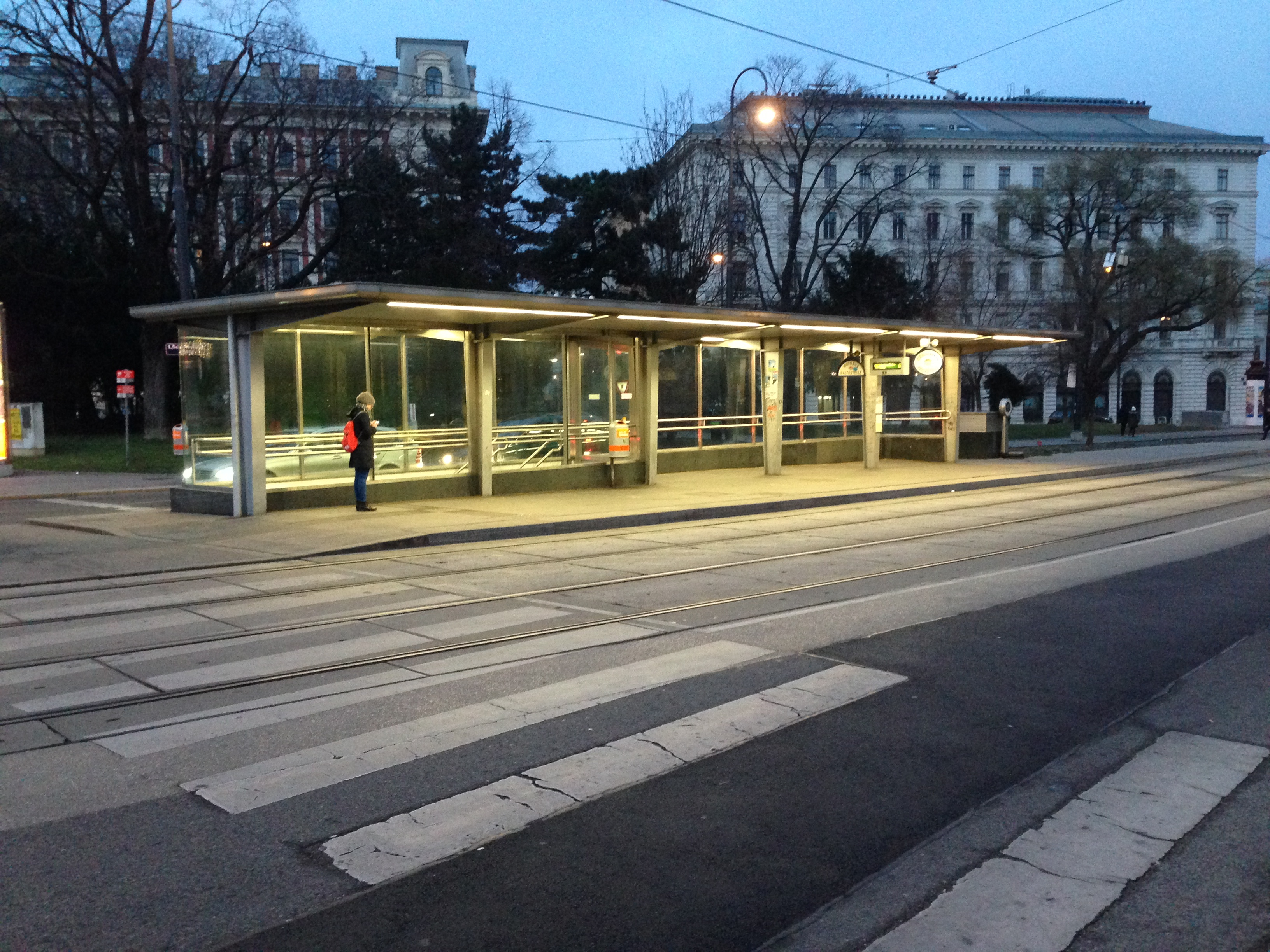
De tramhalte van de kruisende tramlijn 46 met geïntegreerde trap naar het perron.
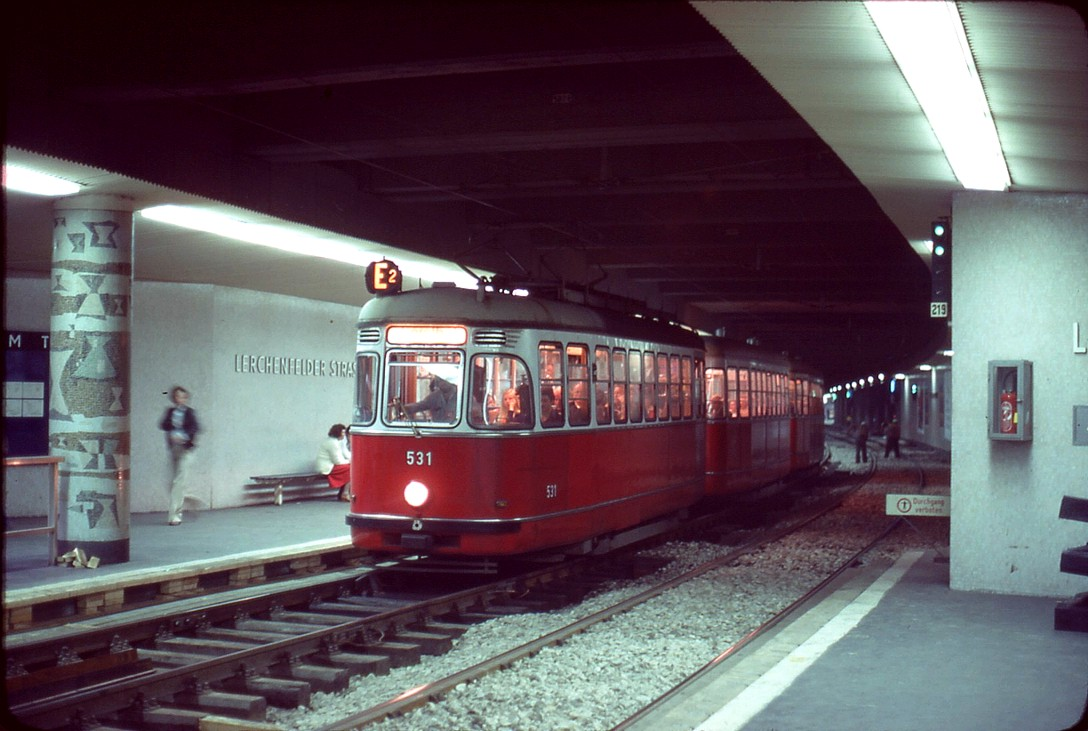
Juli 1978, rechts achter de tram is het perron van Volkstheater te zien.
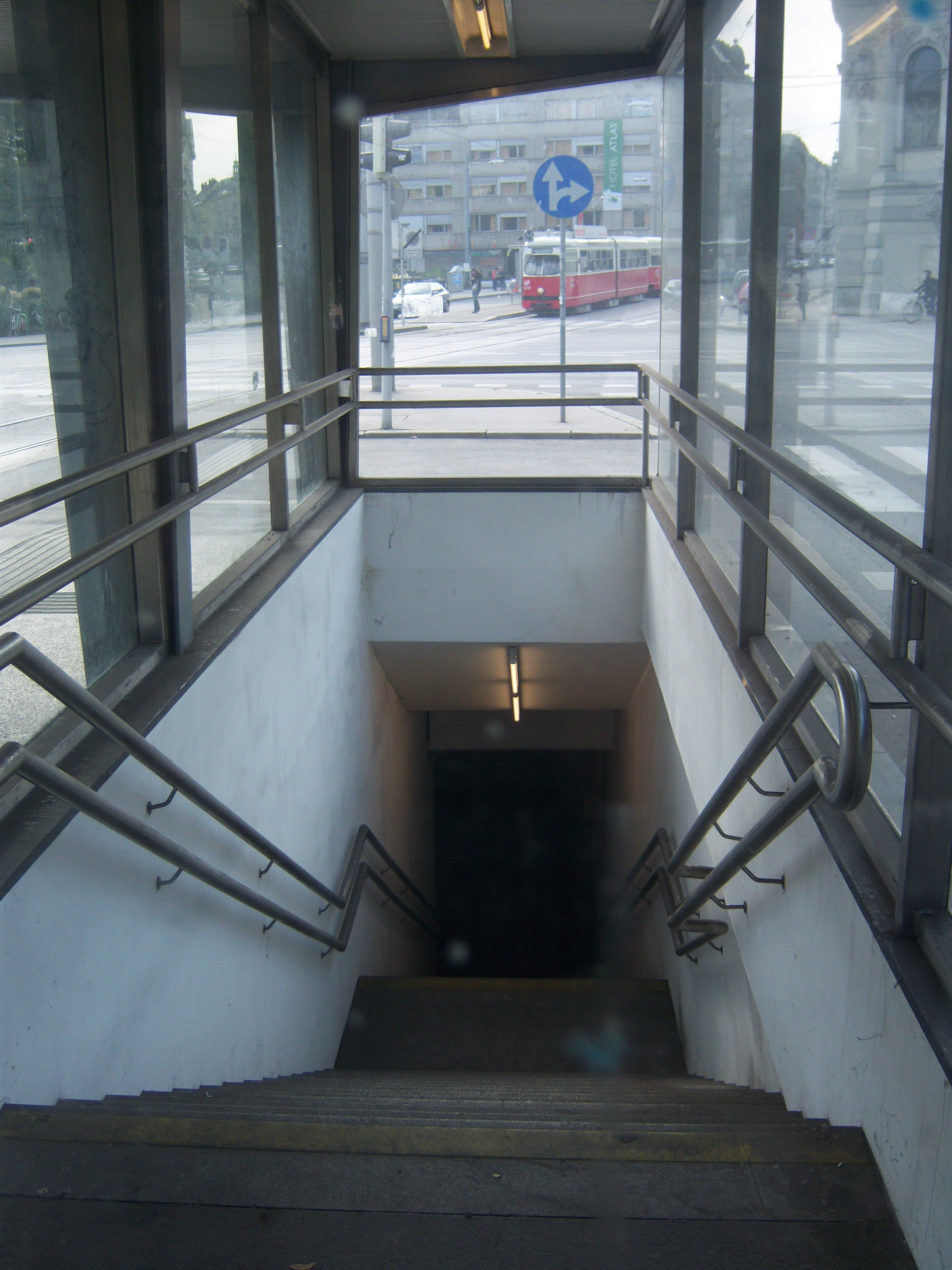
Een van de gesloten trappen naar het perron

## Metro
Op 26 januari 1968 werd het concept van tramtunnels verlaten door het besluit om een metronet aan te leggen. De Lastenstraßetunnel zou onderdeel worden van een halve ringlijn om het centrum en de ombouw vond plaats vanaf midden jaren zeventig. De perrons werden verhoogd van 25 cm naar 95 cm maar niet verlengd zodat slechts vierbaks metro's konden worden ingezet toen op 30 augustus 1980 het metroverkeer op Lerchenfelder Straße van start ging. In de jaren 90 van de twintigste eeuw werden plannen gemaakt voor de verlenging van de U2 ten oosten van Schottenring naar de oostoever van de Donau. In 1998 werd het tracé vastgelegd en de lijn moest, net als de andere lijnen, geschikt zijn voor zesbaks metro's. De perrons in de Lastenstraßetunnel moesten alsnog verlengd worden om dit mogelijk te maken. De afstand tot Volkstheater was slechts 252 meter en er werd besloten om van drie stations de perrons te verlengen en Lerchenfelder Straße te sluiten. Het station is 27 september 2003 gesloten en is sindsdien een spookstation. In 2014 werd een nieuwe zuidtak van de U2 aangekondigd en door deze wijziging ligt Lerchenfelder Straße vanaf 2020 aan de U5 in plaats van de U2.